# Iben Tinning
Iben Tinning (født 4. februar 1974 i København) er en dansk golfspiller.
Hun vandt sine første to sejre på Ladies European Tour (LET) i 2002 og vandt året efter LPGA-tourens kvalifikationsturnering. Men 2004-sæsonen endte skuffende, og hun beholdt ikke spilleretten. Hun var Order of Merit i 2005 som den første danske golfspiller nogensinde. Ved udgangen af 2005-sæsonen havde hun vundet fem turneringer i LET. Hun spillede på det europæiske hold i Solheim Cup i 2002, 2003, 2005 og 2007. I 2007 tabte hun sin single-kamp i Solheim Cup til Juli Inkster.